# Iglsø Sogn
Iglsø Sogn (indtil 1/10 2010 Iglsø Kirkedistrikt i Fly Sogn) er et sogn i Viborg Domprovsti (Viborg Stift). Sognet hører til Viborg Kommune. 
I Iglsø Sogn ligger Iglsø Kirke, som blev opført i 1895.